# العلاقات الآيسلندية الكرواتية
العلاقات الآيسلندية الكرواتية هي العلاقات الثنائية التي تجمع بين آيسلندا وكرواتيا.

## مقارنة بين البلدين
هذه مقارنة عامة ومرجعية للدولتين:
| وجه المقارنة                                              | آيسلندا          | كرواتيا                                                  |
| --------------------------------------------------------- | ---------------- | -------------------------------------------------------- |
| المساحة (كم2)                                             | 103.00 ألف       | 56.59 ألف                                                |
| عدد السكان (نسمة)                                         | 317.35 ألف       | 4.11 مليون                                               |
| الكثافة السكانية (ن./كم²)                                 | 3.08             | 72.63                                                    |
| العاصمة                                                   | ريكيافيك         | زغرب                                                     |
| اللغة الرسمية                                             | اللغة الآيسلندية | اللغة الكرواتية                                          |
| العملة                                                    | كرونة آيسلندية   | كونا كرواتية                                             |
| الناتج المحلي الإجمالي (بليون دولار)                      | 23.91 مليار      | 54.85 مليار                                              |
| الناتج المحلي الإجمالي (تعادل القوة الشرائية) بليون دولار | 15.79 مليار      | 94.64 مليار                                              |
| الناتج المحلي الإجمالي الاسمي للفرد دولار أمريكي          | 50.17 ألف        | 11.54 ألف                                                |
| الناتج المحلي الإجمالي للفرد دولار أمريكي                 | 46.55 ألف        | 21.64 ألف                                                |
| مؤشر التنمية البشرية                                      | 0.899            | 0.818                                                    |
| رمز المكالمات الدولي                                      | +354             | +385                                                     |
| رمز الإنترنت                                              | .is              | .hr                                                      |
| المنطقة الزمنية                                           | 00، أوروبا/لندن ‏ | توقيت وسط أوروبا، ت ع م+01:00، ت ع م+02:00، أوروبا/زغرب ‏ |

## منظمات دولية مشتركة
يشترك البلدان في عضوية مجموعة من المنظمات الدولية، منها:
| علم المنظمة | اسم المنظمة                               | تاريخ انضمام آيسلندا | تاريخ انضمام كرواتيا |
| ----------- | ----------------------------------------- | -------------------- | -------------------- |
|             | وكالة ضمان الاستثمار متعدد الأطراف        | 25 سبتمبر 1998       | 19 مارس 1993         |
|             | الأمم المتحدة                             | 19 نوفمبر 1946       | 22 مايو 1992         |
|             | الفريق المعني برصد الأرض                  | ?                    | ?                    |
|             | منظمة حظر الأسلحة الكيميائية              | ?                    | ?                    |
|             | منظمة التجارة العالمية                    | ?                    | ?                    |
|             | منظمة الشرطة الجنائية الدولية             | ?                    | ?                    |
|             | منظمة الأمن والتعاون في أوروبا            | 25 يونيو 1973        | 24 مارس 1992         |
|             | مؤسسة التنمية الدولية                     | 19 مايو 1961         | 25 فبراير 1993       |
|             | حلف شمال الأطلسي                          | 4 أبريل 1949         | 1 أبريل 2009         |
|             | يونسكو                                    | 8 يونيو 1964         | 1 يونيو 1992         |
|             | مجلس أوروبا                               | ?                    | ?                    |
|             | الاتحاد البريدي العالمي                   | ?                    | ?                    |
|             | البنك الدولي للإنشاء والتعمير             | 27 ديسمبر 1945       | 25 فبراير 1993       |
|             | اتفاقية السماوات المفتوحة                 | ?                    | ?                    |
|             | المنظمة الهيدروغرافية الدولية             | ?                    | ?                    |
|             | الاتحاد الدولي للاتصالات                  | 1 أكتوبر 1906        | 3 يونيو 1992         |
|             | مؤسسة التمويل الدولية                     | 20 يوليو 1956        | 25 فبراير 1993       |
|             | المركز الدولي لتسوية المنازعات الاستشارية | 14 أكتوبر 1966       | 22 أكتوبر 1998       |
|             | مجموعة أستراليا                           | 1993                 | 2007                 |
|             | مجموعة الموردين النوويين                  | ?                    | ?                    |

## وصلات خارجية
- موقع وزارة الخارجية الآيسلندية
- موقع وزارة الخارجية الكرواتية